# Haffjörður
Haffjörður o Hafursfjörður è un fiordo situato nel settore sudoccidentale dell'Islanda.

## Descrizione
Hafursfjörður è un breve fiordo, assimilabile a una insenatura, situato sul lato meridionale della penisola di Snæfellsnes, nella regione del Vesturland. È uno dei più piccoli tra i tanti fiordi che si affacciano sulla grande baia di Faxaflói.
Nella parte terminale del fiordo si trovano le spiagge di Löngfjörur. Nel fiordo va a sfociare il fiume Haffjarðará, che è considerato uno dei migliori fiumi del paese per la pesca al salmone.